# Ryu (Street Fighter)
Pour les articles homonymes, voir Ryu.
Ryu (隆 ou リュウ, Ryū) est un personnage fictif et le principal protagoniste de la série de jeu de combat de Capcom, Street Fighter. Il a été créé par Manabu Takemura et Takashi Nishiyama.
Ryu apparaît la première fois en 1987 dans Street Fighter, il est présenté en tant que personnage principal aux côtés de Ken Masters. Les autres épisodes de la série se focalisent sur l'entraînement de Ryu, dans le but de devenir le plus fort possible. Ses pouvoirs attirent plusieurs criminels qui veulent l'utiliser pour leurs projets, notamment Bison.
Dans certains jeux, Ryu a une forme alternative connue sous le nom d'Evil Ryu (殺意の波動に目覚めたリュウ, Satsui no Hadō ni Mezameta Ryū), abrégé en Satsui Ryu dans Street Fighter Alpha 3. Il est également connu sous le nom de Kage (影) dans Street Fighter V, ou Kage-naru mono (影ナル者) pour la version japonaise qui utilise son nom complet.

## Design et création
Ryu est vêtu d'un unique keikogi sans manches dont les extrémités sont usées et déchirées après des années d'utilisation et se déplace pieds nus sauf dans le premier opus où il porte des chaussures d'arts martiaux. Ryu porte à l'origine un hachimaki blanc autour de la tête mais le remplace par un rouge après un combat avec son meilleur ami Ken,. Quatre kanji sont brodés sur sa ceinture : vent (風, fu), forêt (林, rin), feu (火, ka) et montagne (山, zan). Il s'agit de la devise Fūrinkazan du daimyō japonais, Shingen Takeda (« rapide comme le vent, silencieux comme la forêt, féroce comme le feu et immobile comme la montagne »). Ces mots apparaissent également sur des panneaux dans le stage Suzaku Castle de Ryu de Street Fighter II.
La boule d'énergie de Ryu, appelée le Hadouken, a été conçue par le réalisateur du premier Street Fighter, Takashi Nishiyama. L'idée lui est venue du manga et anime de science-fiction, Space Battleship Yamato. Le cuirassé Yamato est équipée d'une arme de missile laser nommée Hadouho, qui recueille l'énergie avant de la faire exploser dans l'espace vers l'ennemi. Nishiyama a pris le concept, réduisant le laser à échelle humaine et le transformant en attaque projectile. Takashi Nishiyama reprendra cette idée pour la série Fatal Fury. Ses deux autres techniques du premier jeu Street Fighter, le Shoryuken et le Tatsumaki Senpukyaku, ont été inspirées par de véritables mouvements d'arts martiaux qui ont été exagérés pour le personnage. Étant le seul personnage jouable dans le Street Fighter original, le designer Manabu Takemura voulait le rendre facile à identifier.
Dans Street Fighter II: The World Warrior, le personnage a été retenu et sélectionné en raison de sa présence dans le premier jeu, symbolisant le concept d'un artiste martial japonais. Au fur et à mesure que la série progressait, le design devenait plus musclé pour coïncider avec le concept, tandis que son gi blanc, considéré par l'équipe de développement comme sa caractéristique la plus déterminante, était destiné à faire savoir aux spectateurs qu'il était « un maître du karaté à première vue ».
À l'origine, l'art martial Ansatsuken est fait pour tuer, mais Ryu en pratique une version "assouplie" dénuée de cet objectif. Outre des mouvements classiques empruntés à différents styles de combat (Karaté, Taekwondo, Judo...), Ryu se démarque notamment par quatre techniques particulières. La première étant le Hadoken, une boule d'énergie générée grâce au ki que Ryu projette sur son adversaire. La seconde se nomme Shakunetsu Hadoken, un Hadoken qui consiste à enflammer temporairement l'adversaire, sans toutefois le tuer. La troisième technique est le Shoryuken, un uppercut sauté chargé de ki également appelé Dragon punch. Le Tatsumaki Senpukyaku est une technique où plusieurs coups de pied circulaire sont répétés durant un court déplacement en l'air, plus communément appelé Huricanne Kick qui signifie Coup de pied ouragan (prononcé Houricane Kick dans le film animé),,.

## Satsui no Hadō ni Mezameta Ryū
Ryu correspond à un archétype des héros de Shōnen, un vagabond solitaire et tourmenté qui mène une quête personnelle (comme Trunks de Dragon Ball Z ou Ikki de Saint-Seiya). Il intervient en renfort dans les traques de Chun-Li uniquement lorsqu'il y est forcé par Bison et Seth qui veulent s'emparer du Satsui no Hadō. Ayant connaissance que son pouvoir est d'origine démoniaque, Ryu tente de le contrôler afin de ne pas devenir "Evil Ryu", un état où il ne peut plus contrôler sa puissance destructrice et où ses pouvoirs atteignent la violence d'Akuma, qui selon les anime, semble être son père caché.
Plus connu en Europe et aux États-Unis sous la traduction américaine « Evil Ryu », il s'agit tout simplement de Ryu tel qu'il serait s'il succombait au « Satsui no Hadō ». Ryu doit constamment lutter pour ne pas tomber sous la coupe de l'Instinct Meurtrier, ce qui est partiellement arrivé lors de son premier combat contre Sagat et face à Crimson Viper, dans l'anime Street Fighter IV: The Ties That Bind.
Dans Street Fighter Alpha 2, l'apparence d'Evil Ryu est issue d'une palette de couleurs plus sombre de Ryu. Il porte un kimono et un bandana noir, des gants de couleur rouge et sa couleur de peau est plus bronzée. Son design évolue dans Super Street Fighter IV se rapprochant plus vers un visuel démoniaque. Un trou béant brûlé est également visible au niveau de son thorax,. Dans Street Fighter V, Evil Ryu apparaît dans l'intro de l'histoire de Ryu. Parvenu à vaincre le Satsui no Hado dans l'histoire, Ryu ne craint plus la transformation en Evil Ryu. L'incarnation du « Satsui no Hado » revient sous le nom de Kage (signifiant Ombre), et est à la poursuite des rivaux de Ryu, Sagat et Akuma,,,.

## Apparitions

### Jeux vidéo
Ryu apparaît dans le premier Street Fighter aux côtés de Ken Masters, où ils sont les deux uniques personnages jouables du jeu. Tous deux s'affrontent dans le tournoi représenté dans le jeu pour tester leur force contre le champion du tournoi, Sagat. Il apparaît ensuite dans Street Fighter II: The World Warrior, qui se passe plusieurs années après la défaite de Sagat lors du premier tournoi. Ryu participe dans ce second tournoi qu'il finit par remporter. Dans sa séquence de fin, il remporte le tournoi mais ne reste pas pour la cérémonie, cherchant un autre challenge.
L'histoire de Ryu est davantage développée dans la série Street Fighter Alpha. Le premier jeu Street Fighter Alpha: Warriors' Dreams met en scène Ryu qui affronte Sagat comme son dernier adversaire lors d'une revanche après leur premier combat. Dans Street Fighter Alpha 2, Ryu est en quête pour affronter Akuma, le frère et l'ennemi de son maître. Après leur combat, Akuma révèle que Ryu possède en lui « l'Intention maléfique » ou le Satsui no Hadō (殺意の波動, Satsui no Hadō) (« vague d'intention meurtrière »), le même pouvoir qu'Akuma utilise,.
Dans la série Street Fighter Alpha, il existe une version alternative sélectionnable de Ryu connue sous le nom de « Evil Ryu ». Tout comme Akuma, Ryu prend cette forme lorsqu'il succombe aux mauvaises intentions et devient plus violent. Ce n'est qu'avec les versions internationales du jeu Street Fighter Alpha 2, qu'Evil Ryu a été présenté comme personnage secret jouable,. Evil Ryu a été présenté à l'origine dans une série de mangas Street Fighter Zero de 1996 écrite par Masahiko Nakahira et adaptée par la suite dans le canon Street Fighter de Capcom. Dans Street Fighter Alpha 3, M. Bison cherche Ryu pour l'utiliser comme son prochain hôte. Les deux s'affrontent et Ryu sort victorieux, ce qui amène Bison à battre en retraite,.
Dans Street Fighter III: New Generation, Ryu n'a aucun scénario particulier, si ce n'est de faire de nouvelles rencontres et de continuer à progresser. Sa situation est identique dans Street Fighter III: 2nd Impact - Giant Attack et Street Fighter III: 3rd Strike - Fight for the Future. Dans Street Fighter IV, l'histoire prend place après Street Fighter II et avant Street Fighter III. Evil Ryu apparaîtra un peu plus tard via la mise à jour Super Street Fighter IV: Arcade Edition.
Dans Street Fighter V, il parvient à vaincre définitivement Bison avec l'aide de Charlie Nash, quelque temps après, il réussit à sceller le Satsui no Hadō. Il est révélé après la saison 2 de Street Fighter V que Ryu a réussi à rejeter le Satsui lors de sa dernière rencontre avec Necalli, juste avant que l'âme dévorante ne s'en prenne à Akuma. L'ombre sans âme maléfique qui était autrefois possédée par Ryu a commencé à manifester sa propre entité et à prendre forme d'une version Oni d'Evil Ryu, se référant comme Kage, et pour prouver à Ryu que son existence est nécessaire pour vaincre les rivaux de taille tels que Sagat et Akuma. Kage n'est pas parvenu à prendre possession de Ryu et de ses deux plus grands rivaux, tout comme il a commencé à cesser d'exister parce qu'il était incapable de décider de sa propre vie lorsque son ancien hôte lui a demandé de décider par lui-même.

### Dans les médias
Ryu apparaît en 1994 dans le film Street Fighter : L'ultime combat réalisé par Steven E. de Souza et interprété par l'acteur sino-américain Byron Mann. Le film ne tient pas en compte du background établi par Capcom Japon, où dans l'histoire, Ryu est, avec son ami Ken, un petit escroc qui tente de rouler Sagat, un trafiquant d'armes fournissant le général Bison. Il est rapidement arrêté par le colonel en chef des forces des Nations Alliées, Guile, pour lequel, avec Ken, il accepte d'infiltrer la base du despotique M. Bison.
Il apparaît dans la série animée Street Fighter 2 V diffusée en 1995 dans laquelle il doit s'allier à Ken et Chun-Li pour détruire l'organisation Shadaloo, dirigée par Bison. Dans cette série, Ryu est plus civilisé, sympathique et jovial. Comme dans les jeux et il porte son kimono que lors des combats et des entrainements et contrairement aux jeux, il porte des tenues de civil avec des chaussures. Lors de son voyage avec Ken, Ryu découvre le Hado à Hong-Kong et depuis il veut maitriser cette technique.
En 2014, une web-série est produite comprenant de douze épisodes, intitulée Street Fighter: Assassin's Fist, la série raconte la formation de Ryu et Ken auprès de leur maître Gouken. La série, qui se veut la plus fidèle possible à l'univers des jeux vidéo (que ce soit au niveau des acteurs, des costumes, des mouvements des personnages...), nous conte également la jeunesse de Gouken et de son frère Gouki, alors qu'ils étudient eux aussi l'Ansatsuken (Assassin's Fist) sous la conduite de Goutetsu.

## Doublages originaux
| Œuvre | Doublage original | | Œuvre | Doublage original |
| --- | --- | --- | --- | ----------------- |
| - 1987 - Street Fighter - 1991 - Street Fighter II: The World Warrior - 1995 - Street Fighter Alpha: Warriors' Dreams - 1996 - Street Fighter Alpha 2 - 1996 - Street Fighter EX - 1996 - Super Puzzle Fighter II Turbo - 1996 - X-Men vs. Street Fighter - 1997 - Marvel Super Heroes vs. Street Fighter - 1997 - Super Gem Fighter: Mini Mix - 1997 - SF III: New Generation - 1997 - SF III: 2nd Impact - Giant Attack - 1998 - Street Fighter EX 2 - 1998 - Street Fighter Alpha 3 - 1999 - SF III: 3rd Strike - Fight for the Future - 1998 - MvC: Clash of Super Heroes - 1999 - SNK vs. Capcom - 2000 - Street Fighter EX 3 - 2000 - Marvel vs. Capcom 2 - 2000 - Capcom vs. SNK | - Katashi Ishizuka (en) - Katashi Ishizuka - Katashi Ishizuka - Sōichirō Hoshi - Katashi Ishizuka - Katashi Ishizuka - Sōichirō Hoshi - Wataru Takagi - Wataru Takagi - Katashi Ishizuka - Toshiyuki Morikawa - Tōru Ōkawa - Toshiyuki Morikawa - Toshiyuki Morikawa - Katashi Ishizuka - Toshiyuki Morikawa - Toshiyuki Morikawa | - 2001 - Capcom vs. SNK 2 - 2003 - SNK vs. Capcom: SVC Chaos - 2004 - Capcom Fighting Jam - 2005 - Namco x Capcom - 2008 - Street Fighter IV - 2008 - Tatsunoko vs. Capcom - 2011 - Marvel vs. Capcom 3 - 2012 - Asura's Wrath - 2012 - Project X Zone - 2012 - Street Fighter X Tekken - 2014 - Super Smash Bros. 3D/Wii U - 2015 - Project X Zone 2 - 2016 - Street Fighter V - 2017 - Marvel vs. Capcom: Infinite - 2018 - Super Smash Bros. Ultimate - 2019 - The Battle Cats - 2021 - Fortnite - 2023 - Street Fighter 6 | - Toshiyuki Morikawa - Toshiyuki Morikawa - Toshiyuki Morikawa - Toshiyuki Morikawa - Hiroki Takahashi - Hiroki Takahashi - Hiroki Takahashi - Hiroki Takahashi - Hiroki Takahashi - Hiroki Takahashi - Hiroki Takahashi - Hiroki Takahashi - Hiroki Takahashi - Hiroki Takahashi - Hiroki Takahashi - Hiroki Takahashi |                   |